# Лафаєтт Тауншип (округ Маккін, Пенсільванія)
Лафаєтт Тауншип (англ. Lafayette Township) — селище (англ. township) в США, в окрузі Маккін штату Пенсільванія. Населення — 1768 осіб (2020).

## Демографія
Згідно з переписом 2010 року, у селищі мешкало 2350 осіб у 413 домогосподарствах у складі 260 родин. Було 701 помешкання
Расовий склад населення:
| - 63,7 % — білих - 35,1 % — чорних або афроамериканців - 0,3 % — азіатів - 0,2 % — корінних американців |

До двох чи більше рас належало 0,7 %. Частка іспаномовних становила 16,9 % від усіх жителів.
За віковим діапазоном населення розподілялося таким чином: 7,1 % — особи молодші 18 років, 85,9 % — особи у віці 18—64 років, 7,0 % — особи у віці 65 років та старші. Медіана віку мешканця становила 37,0 року. На 100 осіб жіночої статі у селищі припадало 441,5 чоловіків;  на 100 жінок у віці від 18 років та старших — 504,4 чоловіків також старших 18 років.
Середній дохід на одне домашнє господарство  становив 58 256 доларів США (медіана — 46 442), а середній дохід на одну сім'ю — 69 599 доларів (медіана — 52 000). Медіана доходів становила 20 625 доларів для чоловіків та 36 250 доларів для жінок. За межею бідності перебувало 8,2 % осіб, у тому числі 0,0 % дітей у віці до 18 років та 3,5 % осіб у віці 65 років та старших.
Цивільне працевлаштоване населення становило 434 особи. Основні галузі зайнятості: освіта, охорона здоров'я та соціальна допомога — 31,6 %, виробництво — 17,1 %, будівництво — 9,0 %, фінанси, страхування та нерухомість — 8,1 %.